# Cyril Wilkinson
Cyril Theodore Anstruther Wilkinson CBE (Elvet Hill, Comtat de Durham, 4 d'octubre de 1884 - Honiton, Devon, 16 de desembre de 1980) va ser un jugador d'hoquei sobre herba i de criquet anglès que va competir a començaments del segle xx.
El 1920 va prendre part en els Jocs Olímpics d'Anvers, on va guanyar la medalla d'or com a membre de l'equip britànic en la competició d'hoquei sobre herba.
Entre 1909 i 1952 va ser jugador de criquet, guanyant diversos campionats.